# Dawid Choroł
Dawid Moisiejewicz Choroł (ros. Давид Моисеевич Хорол, ur. 1 lutego?/14 lutego 1920 w Kijowie, zm. 19 lutego 1990 w Moskwie) – radziecki matematyk i konstruktor techniki rakietowej, doktor nauk technicznych, profesor.

## Życiorys
Był narodowości żydowskiej. Po ukończeniu w 1937 szkoły studiował na Wydziale Mechaniczno-Matematycznym Kijowskiego Uniwersytetu Państwowego. Po ataku Niemiec na ZSRR przeniósł się na Uniwersytet Swierdłowski, jednak pod koniec 1941 został powołany do armii i skierowany do Wojskowo-Powietrznej Akademii Inżynieryjnej im. Żukowskiego. W 1944 z wyróżnieniem ukończył akademię i został skierowany do dyspozycji Ludowego Komisariatu Uzbrojenia ZSRR, potem do Centralnego Biura Konstrukcyjnego-589 (CKB-589) na bazie fabryki nr 589 w Moskwie produkującej celowniki optyczne dla uzbrojenia lotniczego i lądowego. Pracował tam jako inżynier konstruktor, później wiodący inżynier, szef działu, naczelnik SKB, zastępca szefa CKB i główny konstruktor - zastępca konstruktora generalnego. W 1948 eksternistycznie ukończył studia na Wydziale Mechaniczno-Matematycznym Uniwersytetu Kijowskiego, w 1955 obronił pracę dyplomową i został kandydatem nauk technicznych, a w 1963 doktorem nauk technicznych. Wykładał w Moskiewskim Instytucie Inżynierów Geodezji, Fotografii Lotniczej i Kartografii, w 1965 otrzymał tytuł profesora. Pracował jako konstruktor dla wojsk rakietowych, opracowując głowice rakiet balistycznych, m.in. dla rakiet R-8 i R-13. Od 1964 był głównym konstruktorem CKB Geofizika. Został pochowany na Cmentarzu Kuncewskim.

## Odznaczenia i nagrody
- Medal Sierp i Młot Bohatera Pracy Socjalistycznej (23 lipca 1981)
- Order Lenina (dwukrotnie, 28 lipca 19666 i 23 lipca 1981)
- Order Rewolucji Październikowej (3 listopada 1988)
- Nagroda Stalinowska (1950)
- Nagroda Państwowa ZSRR (1970)
- Nagroda Leninowska (1976)
- Order Wojny Ojczyźnianej II klasy (11 marca 1985)

I medale.